# Ngarachamayong Culture Center

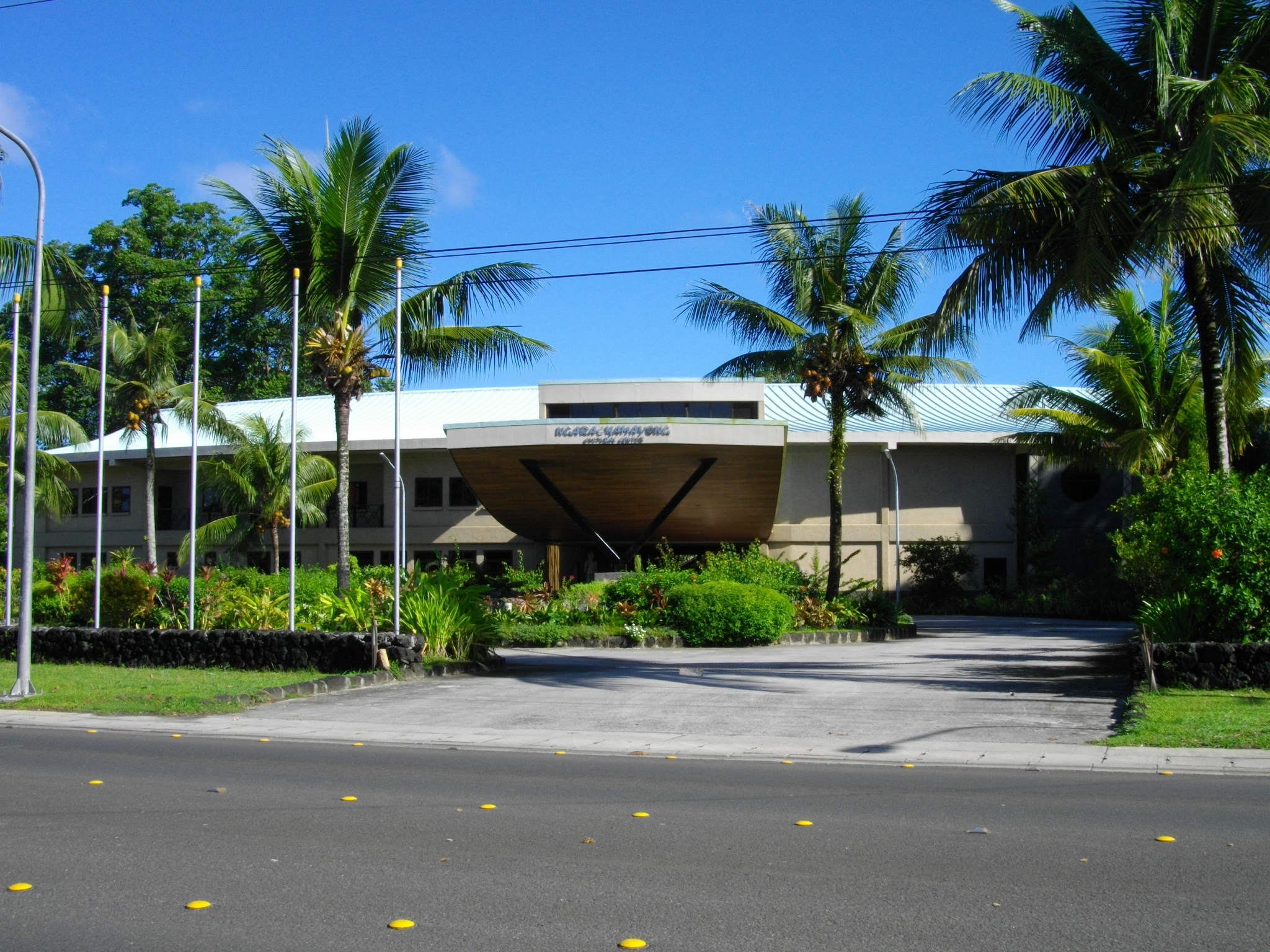
Ngarachamayong Culture Center

Das Ngarachamayong Culture Center ist ein Kulturzentrum in Koror, Palau.
Das Kulturzentrum entstand auf Anregung einer Gruppe von Frauen, die etwas für die Erhaltung der Kultur und Tradition von Palau tun wollten. Zunächst wurden Mechesil Belau Conferences abgehalten und in der Folge entstand die Kulturgesellschaft Ngarachamayong, Inc. Das Kulturzentrum wurde mit Mitteln der Regierung von Palau und mit Unterstützung der Republik China errichtet.
Das Kulturzentrum verfügt über eine Ausstellung über Menschen und Kultur in Palau und veranstaltet regelmäßig Musikveranstaltungen.